# Tiago Guedes
Tiago Guedes (Tiago Rocha Guedes de Carvalho, Porto, 20 de juny de 1971) és un cineasta portuguès.

## Carrera
Llicenciatura en Publicitat, per la Universitat Fernando Pessoa, va rebre formació en cinema a la New York Film Academy (1997/98) i a Raindance de Londres (1999). Director d'espots publicitaris i vídeos musicals durant diversos anys.
Va debutar al llargmetratge amb la pel·lícula de televisió produïda per SIC, Alta Fidelidade (2001). El seu primer llargmetratge per al cinema, Coisa Ruim, es va estrenar a la inauguració oficial de Fantasporto 2006. Els dos treballs van ser codirigits per Frederico Serra i escrits per Rodrigo Guedes de Carvalho, periodista i pivot de la SIC i germà de Tiago.
El 2006 va debutar com a director a l'obra The Pillowman, escrita per Martin McDonagh.
El 2008 es va fer el llargmetratge Entre os Dedos, de nou codirigit amb Frederico Serra i escrit per Rodrigo Guedes de Carvalho). Amb Frederico Serra dirigeix la pel·lícula per a televisió Noite Sangrenta.
El 2013, va dirigir la sèrie Odisseia protagonitzada per Bruno Nogueira i Gonçalo Waddington.
El 2016 va dirigir la sèrie "Os Boys", juntament amb Stjepan Klein, per a RTP amb Filipe Duarte com a protagonista.

## Filmografia
- 1999: O Ralo (curt, codirigit amb Frederico Serra) - Guanyador del premi Leopard of Tomorrow al Festival de Locarno
- 1999: 11:00 A. M. (curt)
- 2000: Alta Fidelidade (telefilm co-dirigit amb Frederico Serra)
- 2001: Cavaleiros de Água Doce (telefilm)
- 2001: Acordar (cura, co-dirigida amb Frederico Serra) - Premi del Jurat - Millor curtmetratge al Festival Internacional de Cinema de Newport 2003
- 2003: O Meu Sósia e Eu (telefilm)
- 2005: Coisa Ruim (llargmetratge co-dirigida amb Frederico Serra)
- 2007: Homenzinho (curt)
- 2008: Entre os Dedos (llargmetratge co-dirigida amb Frederico Serra)
- 2010: Noite Sangrenta (telefilm, amb Frederico Serra)
- 2014: Coro dos Amantes (curt)
- 2019: A Herdade[4]

Sèries de televisió
- 2013: Odisseia
- 2016: Os Boys
- 2021: Glória (sèrie)

Altres* 2001Cão da Morte (videoclip) - Mão Morta, Álbum: Primavera de Destroços
- 2004: Competência Para Amar (videoclip) - Clã, Álbum: Rosa Carne
- 2006: The Pillowman (debut com a director de l'obra The Pillowman, escrita per Martin McDonagh)

## Distincions
- Premi Bisato d'Oro de la crítica independent al millor director per la pel·lícula A Herdade a la 76a Mostra Internacional de Cinema de Venècia (2019).[4]
- Cavaller de Orde de les Arts i les Lletres de França (2021)[5]

## Família
Tiago Guedes és fill de Rodrigo Jorge Ferreira Guedes de Carvalho (10 d'octubre de 1943) i la seva dona Laura Maria Rocha. És el nebot besat de l'actor i director João Guedes i el nebot besat de l'actriu Paula Guedes. Està casat amb l'actriu Isabel Abreu, amb qui té un fill i una filla, Tiago de Abreu Guedes de Carvalho i Maria Pereira Guedes de Carvalho.